# Initial D: Arcade Stage 4
Initial D: Arcade Stage 4 (イニシャルD アーケード ステージ 4) es un videojuego de carreras arcade desarrollado por Sega Rosso y publicado por Sega.  Es la secuela de Initial D: Arcade Stage Ver. 3.  Esta versión ha sido muy actualizada en comparación con sus predecesoras. El juego se sometió a pruebas de ubicación del 21 de octubre de 2006 al 30 de octubre de 2006 en centros de juego en Tokio, Osaka y Aomori, Japón, y fue  lanzado el 21 de febrero de 2007. La versión internacional fue lanzada en julio de 2007 y se llama Initial D 4.  Esta es la última entrega de la serie que se lanzará oficialmente en los países occidentales.
A diferencia de los juegos más antiguos de esta serie, que eran revisiones del título original, Initial D: Arcade Stage 4 tiene un motor de física completamente nuevo escrito para el sistema arcade Sega Lindbergh. Este nuevo sistema permite que los autos se deslicen o derrapen por la pista al pasar por las esquinas; esta es una característica que no está presente en los juegos más antiguos. Initial D: Arcade Stage 4 presenta personajes animados cel-shaded que interactúan entre sí, mientras que los autos y el entorno usan gráficos actualizados de alta definición. El gabinete tiene una pantalla LCD 16:9 de 32 pulgadas compatible con resolución WXGA (1366 x 768). La palanca de cambios se ha reubicado en una ubicación más baja y más realista.  La versión japonesa del juego admite la conexión a la red de juego en línea Sega's All.Net, lo que permite que los jugadores de diferentes salas de juegos jueguen entre sí.
Las tarjetas de jugador para guardar datos de juego se han cambiado a tarjetas IC como otros juegos de Lindbergh como Virtua Fighter 5 y Power Smash 3.  El jugador puede almacenar datos como sus vehículos, modificaciones a los vehículos, personalizaciones de avatares y tiempos de contrarreloj. Además, a diferencia de las últimas tres versiones del juego, en las que el jugador está limitado a un automóvil por tarjeta, el jugador ahora puede almacenar datos de hasta tres automóviles diferentes. Además, la tarjeta IC se puede usar para 150 jugadas, a diferencia de las tarjetas de versiones anteriores que solo se pueden usar para 50 jugadas.  Los jugadores no podrán transferir datos de las versiones 1 a 3 debido a los cambios tanto en la tarjeta del jugador como en la ranura de la tarjeta. El sistema de modificación también se actualizó, ya que las actualizaciones de automóviles ya no son automáticas, lo que permite a los jugadores elegir qué partes actualizar y cómo gastar sus puntos de recompensa.

## Lista de coches
La siguiente es una lista de autos seleccionables según el sitio web oficial Initial D Arcade Stage 4.  Tenga en cuenta que, a diferencia de las versiones anteriores del juego (que solo agregaron autos para expandir su línea), IDAS4 eliminó los autos que se consideraron impopulares entre los jugadores y/o no canónicos con la serie de manga.
- Toyota
  - Trueno GT-APEX (AE86)
  - LEVIN GT-APEX (AE86)
  - LEVIN SR (AE85)
  - MR2 G-Limited (SW20)
  - Altezza RS-200 Z Edition (SXE10) (reemplaza al Altezza RS200)*
- Mitsubishi Motors
  - Lancer Evolution III GSR (CE9A)
  - Lancer Evolution IV RS (CN9A)
  - Lancer Evolution IX GSR (CT9A) (reemplaza al Lancer Evolution VII GSR (CT9A))
- Nissan
  - Skyline GTR V-Spec II (BNR32)
  - Skyline GTR V-Spec II Nur (BNR34) (Replaced Skyline GT-R V-Spec II (BNR34))
  - Silvia K's (S13)
  - Silvia Q's (S14)
  - Silvia Spec-R (S15)
  - 180SX Type X (RPS13)

Sileighty (RPS13) (180SX dañado con parte delantera de Silvia S13)
- Mazda
  - RX-7 Type R (FD3S)
  - RX-7 Infiniti III (FC3S)
  - RX-8 Type S (SE3P)*
  - Eunos Roadster (NA6CE)* (reemplaza al Roadster S-Special)
- Honda
  - Honda Civic Type R (EK9)
  - Civic SiR II (EG6)
  - Integra Type R (DC2)
  - S2000 (AP1)
- Subaru
  - Impreza WRX STi Version V Type R (GC8V)
  - Impreza WRX STi (GDBF) (reemplaza al Impreza WRX STi (GDB-A))
- Suzuki
  - Suzuki Cappuccino (EA11R)

* Disponible desde la versión 1.50 ("Initial D Arcade Stage 4 Kai" - solo para Japón) y la edición internacional.

## Cursos
Para hacer una crónica con el manga Initial D, las etapas también se han modificado.  Se eliminan algunas etapas que no aparecen en la nueva serie, y las otras reciben ajustes y revisiones.  Al igual que en la serie anterior, la carrera puede desarrollarse en día/noche, así como en seco o con lluvia.
- Lago Akina (Fácil) (CURSO NUEVO)

Lake Akina reemplaza al falso Myogi como curso "principiante".  Similar a la serie anterior, este es un recorrido similar a un circuito en el que el punto de inicio y final están en el mismo lugar.  El diseño de este curso se cambia más adelante en Arcade Stage 5.
- Myogi (Normal) (CURSO NUEVO)

A diferencia de la serie anterior, el nuevo Myogi es más realista, el curso de punto a punto de larga duración que se ve en el manga y el anime, y en el "Etapa especial D inicial" para PlayStation 2. Es un camino de montaña  con una dirección cuesta abajo y cuesta arriba similar a Akagi y Akina.  A diferencia de la ruta real, la versión del juego es notablemente más ancha, posiblemente para reducir la dificultad.
- Monte Akagi (Difícil)

Akagi se conserva de las entregas anteriores, sin cambios en el curso, excepto los gráficos.
- Akina (Difícil)

Siendo el curso principal, Akina también se mantiene.  Sin embargo, se elimina la condición climática de carreras de nieve.
- Irohazaka (Difícil)

Al ser un camino de un solo sentido, todas las carreras en Irohazaka son de Descenso.  Sin embargo, la ruta cuesta arriba (inversa) se puede seleccionar en el modo de contrarreloj y en el modo de batalla en la tienda.
—Irohazaka Reverse ha sido seleccionable desde Initial D Arcade Stage Ver.3/Street Stage--
- Tsukuba (Experto) (CURSO NUEVO)

El Tsukuba touge es la etapa final del juego.  Es una carretera de montaña larga, estrecha y ventosa que consta de un tramo de subida y bajada con muchas curvas cerradas.  Para hacer una crónica con el manga, esta es la etapa en la que el jugador se enfrentará a los oponentes más duros, incluidos "God Arm", "God Foot" y Project D.
- Partido Especial

Después de completar la etapa de Tsukuba, el jugador comienza automáticamente un partido con el corredor legendario, Bunta Fujiwara.  La etapa está ambientada en el descenso de Akina, con pista seca y de noche.  Independientemente del resultado, el juego se considera "completo" después de esta etapa, y Bunta aparecerá como el oponente final de Akina durante las siguientes partidas.

## Modificación de coche
Cuando se juega con la tarjeta IC insertada, el juego permite cierto grado de modificación en el automóvil del jugador. La puesta a punto y personalización del coche se realiza en la máquina cada tres extracciones de la tarjeta.
Hay 4 tiendas de personalización en el juego, cada una de las cuales se ocupa de las siguientes categorías:
1. Rendimiento (Incluye motor, transmisión, flujo de aire (admisión y escape), suspensión, reducción de peso y electrónica)
2. Carrocería (Incluye ruedas, rines, calcas, espejos y similares)
3. Partes aerodinámicas (Incluye kits de efecto suelo, capotas y spoilers)
4. El avatar del jugador (accesible cada 6 expulsiones).

Las partes de rendimiento se subdividen en 5 pestañas, y cada pestaña contiene 7 partes que deben comprarse en orden.  La carrocería y las piezas aerodinámicas se pueden adquirir en cualquier orden.
Excepto el avatar del jugador, todas las partes necesitan dinero, que se calcula en puntos.  Los puntos se pueden otorgar jugando el juego y ganando a los oponentes.
Dependiendo del modelo de automóvil, se pueden instalar piezas especiales.  Ejemplos de estos incluyen el motor de carrera que se encuentra en el Toyota AE86 y el sistema de fallas en el Evolution III.
El avatar del jugador se personaliza aleatoriamente, con las nuevas partes seleccionadas con un carrete similar a una máquina tragamonedas.

## Banda sonora
Esta canción solo se puede seleccionar en Initial D Arcade Stage 4 Kai (solo Japón)
| Curso                              | Artista              | Canción                      |
| ---------------------------------- | -------------------- | ---------------------------- |
| Intro                              | m.o.v.e              | Out of Kontrol               |
| Lake Akina                         | Manuel               | Let's Go, Come On            |
| Lake Akina                         | Fastway              | Go Beat Crazy                |
| Myogi                              | D-Team               | Speed Car                    |
| Myogi                              | The Spider From Mars | Fly to Me to the Moon & Back |
| Akagi                              | Fastway              | Revolution                   |
| Akagi                              | Digital Planet       | We'll See Heaven             |
| Akina                              | Lia                  | All Around                   |
| Akina                              | Dave Rodgers         | Eldorado                     |
| Irohazaka                          | Fastway              | Raising Hell                 |
| Irohazaka                          | Fastway              | Space Love                   |
| Tsukuba                            | Manuel               | No Control                   |
| Tsukuba                            | Symbol               | Forever Young                |
| Against Keisuke, Takumi, and Bunta | Ace                  | Rider of the Sky             |
| Against Keisuke, Takumi, and Bunta | Spock                | The Fire's on Me             |
| Ending                             | m.o.v.e              | Namida 3000                  |